# Çäkçäk

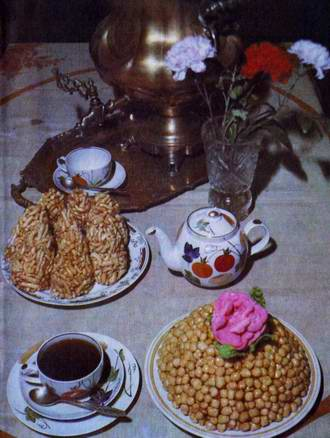
Çäkçäk (derecha) y boxara käläwäse (izquierda).

El çäkçäk (IPA: /ɕækˈɕæk/, jaŋalif: Cəkcək, cirílico tártaro: Чәкчәк o чәк-чәк, çäk-çäk; ruso: чак-чак, chak-chak; baskir сәк-сәк, säk-säk) es un dulce tártaro. Es el plato más popular de Tartaristán y Bashkortostán, habiendo ganado reconocimiento como uno de los símbolos tártaros dentro de Rusia.
El çäkçäk se prepara a partir de granos de masa, cortados al tamaño de una avellana y hervidos en aceite. Opcionalmente se añaden avellanas o frutos secos a la mezcla. A continuación se apilan con sirope de miel caliente en un molde especial. Tras cuajar y enfriarse, el çäkçäk puede decorarse opcionalmente con más avellanas y frutos secos.
El çäkçäk de bodas tradicional tiene un tamaño mayor y a menudo se cubre con caramelos y peladillas. El mayor çäkçäk (1000 kg) del que se sabe fue preparado el 29 de agosto de 2005 durante la celebración del milenio de Kazán.

## Tipos
- Si la masa se prepara con forma de fideo, el çäkçäk se denomina boxara käläwäse (Бохара кәләвәсе, /bɔxɑˈrɑ kælæwæˈse/).[1]
- El shek-shek kazajo es parecido al boxara käläwäse.